# 辛西娅·柯欣雅

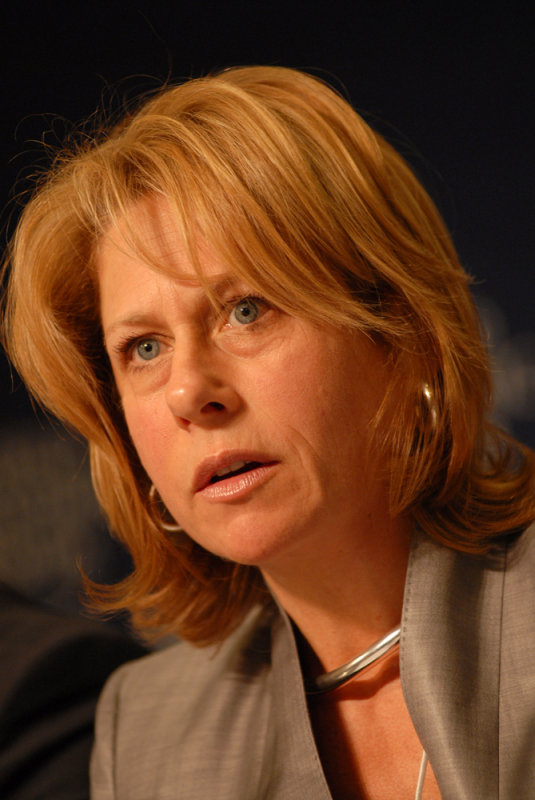
辛西娅·柯欣雅

辛西娅·柯欣雅（英語：Cynthia Carroll，1957年—），前任英美資源集團股份有限公司董事會首席執行官（2007年委任，直至2012年10月26日止），屬於全球最大鉑業生產商。
1978年，畢業於斯基德莫爾學院地質科學學士學位，1982年，获得堪薩斯大學科學碩士學位，另在1989年，获得哈佛大學工商管理碩士位。在1982年至1987年，出任阿莫科石油公司在4个地區的油田工作，之後在1989年，出任加拿大鋁業公司所有工作，直至2006年為止。